# Trayce Thompson
Trayce Nikolas Thompson (né le 15 mars 1991 à Los Angeles, Californie, États-Unis) est un joueur de champ extérieur des Cubs de Chicago de la Ligue majeure de baseball.

## Carrière

### White Sox de Chicago
Trayce Thompson est repêché en 2009 au 2e tour de sélection par les White Sox de Chicago.
Il fait ses débuts dans le baseball majeur le 4 août 2015 avec les White Sox, comme frappeur suppléant puis voltigeur de centre face aux Rays de Tampa Bay. À son second match, le 7 août suivant contre les Royals de Kansas City, Thompson récolte son premier coup sûr en carrière, aux dépens du lanceur Edinson Volquez.
En 44 matchs joués pour Chicago en 2015, Thompson maintient une moyenne au bâton de ,295 et une moyenne de présence sur les buts de ,363 avec 16 points produits et 36 coups sûrs, dont 3 triples et 5 circuits. Son premier circuit dans les majeures est réussi le 11 août 2015 aux dépens du lanceur Hector Santiago des Angels de Los Angeles.

### Dodgers de Los Angeles
Thompson passe des White Sox aux Dodgers de Los Angeles le 16 décembre 2015 dans l'échange à 3 clubs impliquant qui permet à Chicago d'acquérir Todd Frazier des Reds de Cincinnati.

## Vie personnelle
Trayce Thompson est le fils de Mychal Thompson, ancien joueur de basket-ball de la NBA. Il a deux frères plus âgés qui jouent dans la NBA, Mychel Thompson et Klay Thompson.